# Petra Werner (Journalistin)
Petra Werner (* 1966) ist eine deutsche Hochschullehrerin, Journalistin und Autorin.

## Leben
Nach ihrer Schulzeit studierte Petra Werner Journalistik und Sozialwissenschaften. Danach war sie als Mitarbeiter am Institut für Journalistik der Universität Dortmund tätig, wo sie promoviert wurde. In dieser Zeit arbeitete sie als Redakteurin in Dortmund. Von 2001 bis 2003 war sie als Professorin für Print- und Online-Journalismus an der Fachhochschule Hannover angestellt. Seit 2003 ist Petra Werner als Hochschullehrerin an der Fachhochschule Köln tätig.

## Schriften
- Femina Publica. Frauen – Öffentlichkeit – Feminismus. Hrsg. von der Gruppe Feministische Öffentlichkeit. Köln 1992, ISBN 3-89438-044-6.
- mit Günther Rager (Hrsg.): Die tägliche Neu-Erscheinung. Untersuchungen zur Zukunft der Zeitung. Münster, Hamburg 1992.
- mit Günther Rager, Bernd Weber: Arbeitsplatz Lokalradio. Journalisten im lokalen Hörfunk in Nordrhein-Westfalen. Opladen 1992.
- mit Gudrun Marci-Boehncke, Ulla Wischermann (Hrsg.): BlickRichtung Frauen. Theorien und Methoden der geschlechtsspezifischen Rezeptionsforschung. Weinheim 1996.
- mit Lars Rinsdorf: Ausgeblendet? – Frauenbild und Frauenthemen im nordrhein- westfälischen Lokalfunk. Opladen 1998.
- Gleichstellung „on air“. Ein Leistungsvergleich des privaten und des öffentlich-rechtlichen Hörfunksystems in Nordrhein-Westfalen im Hinblick auf § 12 Abs. 2 LRG bzw. § 5 Abs. 3 WDR-Gesetz. Dissertation. Universität Dortmund 2001[2]
- mit Lars Rinsdorf, Bernd Weber, Falk Wellmann (Hrsg.): Journalismus mit Bodenhaftung. Annäherungen an das Publikum. Münster u. a. 2003.